# Geelbuikprinia
De geelbuikprinia (Prinia flaviventris) is een zangvogel uit de familie Cisticolidae.

## Verspreiding en leefgebied
Deze soort komt voor in het zuidoosten van Azië en telt zeven ondersoorten:
- P. f. sindiana: Pakistan en noordwestelijk India.
- P. f. flaviventris: van noordelijk India tot westelijk en noordelijk Myanmar.
- P. f. sonitans: zuidoostelijk China, Taiwan en noordoostelijk Vietnam.
- P. f. delacouri: van oostelijk en zuidelijk Myanmar, Thailand, zuidelijk China tot noordwestelijk, centraal en zuidelijk Indochina.
- P. f. rafflesi: Maleisië, Sumatra en Java.
- P. f. halistona: Nias (nabij westelijk Sumatra).
- P. f. latrunculus: Borneo.